# Enz (dopływ Neckar)
Enz – rzeka w kraju związkowym Badenii-Wirtembergii o długości 105,3 km (lub 112 km, biorąc pod uwagę Wielki i Mały Enz), lewy dopływ Neckara. 
Dwa potoki Wielki Enz i Mały Enz biorące swój początek w północnym Schwarzwaldzie łączą się w Bad Wildbad i tworzą Enz. Rzeka przepływa przez Neuenbürg i Pforzheim, gdzie opuszcza Schwarzwald, a następnie przez Vaihingen an der Enz i Bietigheim-Bissingen. W dolnej części doliny uprawiane są winogrona. Koło Besigheim Enz wpływa do Neckaru. Dawniej rzeka służyła do transportu tarcicy.